# Teeth (pel·lícula de 2007)
Teeth és una pel·lícula decomèdia de terror estatunidenca de 2007 escrita i dirigida per Mitchell Lichtenstein. La pel·lícula és protagonitzada per Jess Weixler i va ser produïda per Lichtenstein amb un pressupost de 2 milions de dòlars. Es va estrenar al Festival de Cinema de Sundance el 19 de gener de 2007 i va rebre un llançament limitat als Estats Units el 18 de gener de 2008 per Roadside Attractions. El seu títol fa referència a l'antic trop de la vagina dentata.
Teeth va ser rebut positivament per la crítica i va recaptar 2.340.110 dòlars arreu del món. A Sundance, Weixler va rebre el Gran Premi del Jurat per a la interpretació.

## Argument
Dawn O'Keefe és una ponent adolescent d'un grup d'abstinència cristià, "The Promise". Sovint escolta el seu germanastre Brad i la seva xicota Melanie discutint sobre la seva negativa a tenir coit vaginal, insistint en tenir només sexe anal.
Una tarda en una reunió de grup, la Dawn es presenta a Tobey. Dawn, els seus amics Gwen i Phil, i Tobey comencen a sortir junts com a grup. Tot i que Dawn i Tobey se senten atrets l'un per l'altre, inicialment estan d'acord que no haurien de passar temps sols junts. No obstant això, després cedeixen i es troben en una psicina local. Després de nedar, entren a una cova per escalfar-se i començar a besar-se. Dawn es posa incòmoda i intenta convèncer en Tobey perquè torni fora, però es torna agressiu. Quan Dawn a intenta allunyar-lo, ell la sacseja, copejant-li el cap a terra i embadalant-la. Mentre Tobey intenta violar-la, ella es resisteix i, d'alguna manera, se li talla el penis quan entra a la seva vagina. Dawn fuig de l'escena horroritzada.
Després d'una reunió de The Promise, Dawn es troba amb el seu company de classe Ryan en un ball. Ell la deixa a casa seva i li demana una cita, però ella declina. Dawn torna a una piscina i crida horroritzada quan veu un cranc arrossegant al penis tallat d'en Tobey. Ella deixa caure el seu anell de puresa d'un penya-segat. Aleshores investiga vagina dentata i s'adona que pot tenir-la. Visita un ginecòleg, el Dr. Godfrey, però ell l'ataca durant l'examen, arribant dins d'ella sense un guant. Ella entra en pànic i la seva vagina li mossega quatre dits de la mà dreta. De camí cap a casa, veu passar per davant d'ella diversos vehicles de la policia, així com un cotxe que s'assembla al de Tobey. Aquella nit, torna a la piscina per investigar. Quan arriba, la policia porta el cos de Tobey. La Dawn torna a casa per trobar la seva mare malalta, Kim, inconscient a terra mentre Brad i Melanie estan a la seva habitació tenint relacions sexuals.
Histèrica, Dawn va a Ryan buscant ajuda. Ryan li dona un sedant i l'estimula amb un vibrador. Tot i que inicialment té por de fer-li mal, descobreix que quan està relaxada i consent, les seves "dents" no s'enganxen. L'endemà al matí, tornen a tenir sexe, però durant el coit, l'amic de Ryan truca. Ryan presumeix d'haver fet una aposta amb l'amic que podria incitar a la Dawn a tenir sexe. Amb la seva ira, la seva vagina li mossega el penis i se'n va mentre ell crida d'agonia.
El padrastre de Dawn, Bill, intenta expulsar a Brad de la casa, però Brad llença la seva mascota Rottweiler a Bill, confessant el seu amor per Dawn. Dawn coneix Bill i Melanie a l'hospital després que la seva mare hagi mort. En veure el seu padrastre ferit i sentir de la Melanie com en Brad li va dir que ignorés els crits d'ajuda de la seva mare, Dawn s'envalentona pel seu poder i se'n va a casa a buscar venjança. Ella es maquilla i va a l'habitació d'en Brad per seduir-lo. Enmig de l'acte, Brad recorda que, quan eren nens, Dawn li va mossegar el dit, però no va ser la seva boca qui el va mossegar. Quan s'adona d'això, la vagina de Dawn li mossega el penis. Ella el deixa caure a terra i encara que Brad crida al seu gos perquè l'ataqui, l'animal es menja el penis, escopint el gland perforat. Dawn se'n va.
Dawn marxa en bicicleta fora de casa, però el pneumàtic de la seva bicicleta pateix una punxada, la qual cosa la porta a fer autostop. Accepta l'ascens d'un ancià, però s'adorm i es desperta després de la nit fora d'una botiga de conveniència. Quan ella intenta sortir del seu cotxe, tanca repetidament les portes mentre es llepa els llavis. Dawn dubta, després es gira cap al vell amb un somriure entremaliat.

## Repartiment
- Jess Weixler com Dawn O'Keefe
  - Ava Ryen Plumb com a jove Dawn
- John Hensley com a Brad
  - Hunter Ulvog com a jove Brad
- Josh Pais com el Dr. Godfrey
- Hale Appleman com a Tobey
- Lenny Von Dohlen com a Bill
- Vivienne Benesch com a Kim
- Ashley Springer com a Ryan
- Julia Garro com a Gwen
- Nicole Swahn com a Melanie
- Adam Wagner com a Phil
- Trent Moore com el Sr. Vincent
- Doyle Carter com el vell

## Recepció crítica
La pel·lícula va rebre crítiques majoritàriament positives de la crítica. A l'agregador de ressenyes Rotten Tomatoes, la pel·lícula té una puntuació d'aprovació del 80% basada en 70 crítiques, amb una puntuació mitjana de 6,5/10. El consens crític del lloc diu: "Intel·ligent, original i horriblement divertit, Teeth dona un nou gir feminista a les pel·lícules de terror". A Metacritic, la pel·lícula va rebre una puntuació de 57/100 basada en 22 crítiques, que indicaven "crítiques mixtes o mitjanes".
La directora artística de la Fundació al Festival de Cinema de Sundance, Mystelle Brabbée, va afirmar que va ser "una de les pel·lícules més comentades al Festival de Cinema de Sundance aquest any". Jess Weixler va guanyar el Premi Especial del Jurat per a la Interpretació Dramàtica (i va empatar amb Tamara Podemski de la pel·lícula Four Sheets to the Wind).

## Adaptació musical
Una adaptació musical d'Anna K. Jacobs i Michael R. Jackson es va estrenar el 21 de febrer de 2024 a Playwrights Horizons.